# Munster (Irlanda)
Il Munster (pronuncia inglese [ˈmʌnstə(r)]; gaelico irlandese: An Mhumhain [ənˈvuːnʲ], Cúige Mumhan, [ˈkuːɡʲ vuːnʲ]) è una delle quattro province d'Irlanda, più precisamente quella sud-occidentale dell'isola; comprende le contee di Cork, Clare, Kerry, Limerick, Tipperary e Waterford.
Fanno parte del Munster tre grandi città irlandesi: Cork, Waterford e Limerick.

## Storia
Nei primi secoli d.C., il Munster era il dominio del popolo degli Iverni e della linea familiare del Clanna Dedad, a cui appartennero i re mitologici Cú Roí e Conaire Mór. Nel V secolo, San Patrizio trascorse diversi anni nella zona, fondando chiese cristiane e ordinando sacerdoti. Durante il Medioevo, gran parte dell'area faceva parte del Regno del Munster, governato dalla dinastia Eóganachta. Precedentemente, l'area era governata dalle dinastie Dáirine e Corcu Loígde. I successivi sovrani Eóganachta includevano Cathal mac Finguine e Feidlimid mac Cremthanin. Notevoli regni e signorie regionali dell'Alto Medioevo furono Iarmuman (Munster occidentale), Osraige (Ossory), Uí Liatháin, Uí Fidgenti, Éile, Múscraige, Ciarraige Luachra, Corcu Duibne, Corcu Baiscinn e Déisi Muman. Nel IX secolo, le popolazioni celtiche furono raggiunte dai vichinghi norvegesi che fondarono città come Cork, Waterford e Limerick, per la maggior parte incorporate in un impero marittimo dalla dinastia di Ivar, che periodicamente avrebbe minacciato il Munster, e la cui influenza sfociò nella conquista nel secolo successivo. In questo periodo il più piccolo regno di Ossory si staccò da Munster. Il X secolo vide l'ascesa del clan Dalcassiano, che in precedenza aveva annesso Thomond, a nord del fiume Shannon, al Munster. I loro capi erano gli antenati della dinastia O'Brien, discendenti da Brian Boru, forse il più noto Alto Re d'Irlanda, molti dei cui discendenti furono anch'essi Re supremi.
Nel 1118 il Munster si era frantumato nel Regno di Thomond sotto gli O'Brien (una setta dalcassiana), il Regno di Desmond sotto la dinastia MacCarthy (Eóganachta) e il Regno di Ormond sotto gli O'Kennedy (un'altra setta dalcassiana). Secondo un'interpretazione, le tre corone della bandiera del Munster rappresentano questi tre regni tardivi.
Vi fu un'influenza normanna del XIV secolo, rappresentata dalle famiglie dei FitzGerald, de Clare e Butler. I Conti di Desmond divennero potenti e indipendenti, mentre i Conti di Ormond rimasero più vicini all'Inghilterra. Gli O'Brien di Thomond e i MacCarthy di Desmond si arresero alla sovranità dei Tudor nel 1543 e nel 1565, unendosi al Regno d'Irlanda. Presto seguì la ribellione del Desmond, guidata dai FitzGerald.
Verso la metà del XIX secolo gran parte della zona fu colpita duramente dalla grande carestia irlandese, in particolare ad ovest. La provincia fu colpita dagli eventi della guerra d'indipendenza irlandese all'inizio del XX secolo e durante la guerra civile irlandese vi fu una breve Repubblica del Munster.
I leader irlandesi Michael Collins e Daniel O'Connell provenivano da famiglie della vecchia nobiltà gaelica del Munster.

## Cultura
Il Munster è celebre per la sua tradizione nella musica tradizionale irlandese, e per i suoi molti antichi castelli e monasteri. Durante il V secolo, San Patrizio vi trascorse sette anni, anche se il santo patrono del Munster è Albeo di Emly. Qui, vicino a Lismore, la tradizione pone la nascita di San Cataldo, monaco alla scuola di San Carthago e successivamente vescovo a Taranto.
Nella mitologia irlandese, un certo numero di antiche divinità sono associate alla provincia tra cui Anann, Áine, Grian, Clíodhna, Aimend, Mór Muman, Bébinn, Aibell e la regina Mongfind. Il dio-druido del Munster è Mug Ruith. Un'altra figura leggendaria associata alla provincia è Donn.
La provincia ha avuto per lungo tempo legami commerciali e culturali con l'Europa continentale. La tribù dei Corcu Loígde aveva una flotta commerciale attiva lungo la costa atlantica francese, fino alla Guascogna, importando vino nel Munster. Gli Eóganachta avevano legami ecclesiastici con la Germania, che sono evidenti nell'architettura della loro capitale cerimoniale alla Rocca di Cashel.
La maggior parte delle iscrizioni di ogham irlandesi si trova nel Munster, principalmente nelle aree occupate dagli Iverni, in particolare dalla setta dei Corcu Duibne. Il primo dizionario linguistico europeo in qualsiasi lingua non classica, il glossario di Cormac, fu compilato dagli studiosi del Munster.
La Scuola di Ross, situata nel Munster, fu uno dei principali centri di apprendimento in Europa nell'alto medioevo.

### Sapori
Le birre locali sono la Beamish e la Murphy's, due birre di tipo stout prodotte a Cork.

### Sport
La tradizione sportiva nel Munster è molto radicata, sia negli sport tradizionali irlandesi (hurling e calcio gaelico), sia in sport più popolari a livello mondiale (calcio, rugby, cricket, hockey su prato). Nel rugby, esiste una squadra che rappresenta l'intera provincia, il Munster Rugby, che partecipa al torneo United Rugby Championship e gioca le partite casalinghe a Cork e Limerick.

### Lingua
Sebbene la lingua più diffusa sia, come in tutta l'isola, l'inglese, la lingua irlandese, o più precisamente l'irlandese del Munster, è parlata come prima lingua in diverse aree della provincia. Ci sono circa 35.000 persone di lingua irlandese nel Munster, con 9.737 di madrelingua nelle aree Gaeltacht delle contee di Cork, Kerry e Waterford. Ci sono anche 12.219 alunni che frequentano 45 scuole elementari di lingua irlandese e 15 scuole secondarie di lingua irlandese nella provincia.